# Tachiramantis
Tachiramantis is een geslacht van kikkers uit de familie Strabomantidae. De groep werd voor het eerst wetenschappelijk beschreven door Matthew P. Heinicke, César Luis Barrio-Amorós en Stephen Blair Hedges in 2015. In veel literatuur wordt het geslacht nog niet vermeld.
Er zijn vier verschillende soorten bekend, alle soorten behoorden eerder tot andere geslachten zoals Eleutherodactylus en Pristimantis. Alle soorten komen voor in delen van Zuid-Amerika, en leven endemisch in Colombia en mogelijk in Venezuela. Ze leven alle in vochtige, tropische gebieden.

## Soorten
Geslacht Tachiramantis
- Soort Tachiramantis douglasi (Lynch, 1996)
- Soort Tachiramantis lassoalcalai (Barrio-Amorós, Rojas-Runjaic, and Barros, 2010)
- Soort Tachiramantis lentiginosus (Rivero, 1984)
- Soort Tachiramantis prolixodiscus (Lynch, 1978)

Ceuthomantis ·
Dischidodactylus ·
Pristimantis ·
Tachiramantis ·
Yunganastes